# Jim Bougne, boxeur
Pour plus de détails, voir Fiche technique et Distribution.
Jim Bougne, boxeur est un court métrage muet français, réalisé par Henri Diamant-Berger, sorti en 1923.

## Fiche technique
- Titre original : Jim Bougne, boxeur
- Réalisation : Henri Diamant-Berger
- Scénario d'après une œuvre de Jacques Bousquet
- Pays de production :  France,  États-Unis
- Langue : film muet avec les intertitres  en français
- Format : Noir et blanc — 35 mm — 1,33:1 — Muet
- Genre : Comédie
- Date de sortie :
  - France : 15 juin 1923

## Distribution
- Maurice Chevalier : Maurice
- Florelle : Floflo
- Louis Pré Fils : M. Bolard
- Charles Martinelli : M. Martinet
- Jane Myro : Lulu
- Georges Milton
- Albert Préjean